# Naohiko Minobe
Naohiko Minobe (美濃部 直彦 Minobe Naohiko?,  nacido el 12 de julio de 1965 en Shiga) es un exfutbolista japonés que se desempeñaba como defensa.

## Trayectoria

### Clubes
| Club               | País  | Año         |
| ------------------ | ----- | ----------- |
| Gamba Osaka        | Japón | 1984 - 1993 |
| Kyoto Purple Sanga | Japón | 1994 - 1995 |

## Palmarés

### Títulos nacionales
| Título             | Club                | País  | Año  |
| ------------------ | ------------------- | ----- | ---- |
| Copa del Emperador | Matsushita Electric | Japón | 1990 |